# Savigliano
Savigliano er en by i det nordlige Italien beliggende i provinsen Cuneo i regionen Piemonte, ca. 50 kilometer syd for Torino med jernbanen. Byen har 21.609(2023) indbyggere.
Hovederhvervene i Savigliano er sværindustri med blandt andet jernværker, støberier, lokomotivfabrikker (tidligere ejet af Fiat Ferroviaria men anno 2010 af franske Alstom), silkeproducenter, sukkerfabrikker og trykkerier.
Savigliano var hjemby for den italienske astronom Giovanni Virginio Schiaparelli.